# Habemus confitentem reum
La frase latina Habemus confitentem reum, tradotta letteralmente, significa "abbiamo il reo confesso" (Cicerone, Pro Ligario, I, 2).
La confessione dell'imputato ha un valore decisivo riguardo al verdetto del giudice: talora si adduce come attenuante per il colpevole che ha confessato.